# Доманово (Подляское воеводство)
Домано́во (пол. Domanowo) — деревня в Бельском повете Подляского воеводства Польши. Входит в состав гмины Браньск. По данным переписи 2011 года, в деревне проживало 355 человек.

## География
Деревня расположена на северо-востоке Польши, к северу от реки Нужец, на расстоянии приблизительно 30 километров (по прямой) к западу от города Бельск-Подляски, административного центра повета. Абсолютная высота — 129 метров над уровнем моря. К югу от Доманово проходит национальная автодорога 66.

## История
Согласно «Указателю населенным местностям Гродненской губернии, с относящимися к ним необходимыми сведениями», в 1905 году в селе Доманово проживало 542 человека. В административном отношении село входило в состав Алексинской волости Бельского уезда (2-го стана).
В период с 1975 по 1998 годы деревня являлась частью Белостокского воеводства.

## Достопримечательности
- Деревянный костёл Св. Доротеи, 1763—1779 гг.
- Колокольня, 1876 г.
- Католическое кладбище